# Madawaska—Restigouche
Circonscription électorale fédérale du Canada
Madawaska—Restigouche est une circonscription électorale fédérale canadienne dans la 
province du Nouveau-Brunswick.
Se trouvant dans le nord et le nord-ouest de la province dans la région acadienne, entre les frontières avec le Québec et le Maine, elle se constitue généralement des comtés de Madawaska et de Restigouche.
Sa population est de 65 877 dont 53 233 électeurs sur une superficie de 10 721 km². Les circonscriptions limitrophes sont Miramichi, Tobique—Mactaquac, Rimouski-Neigette—Témiscouata—Les Basques, Haute-Gaspésie—La Mitis—Matane—Matapédia et Gaspésie—Îles-de-la-Madeleine.
L'actuel député est le libéral René Arseneault.

## Députés
| Législature                                                              | Années        | Député               | Député                        | Parti                     |
| ------------------------------------------------------------------------ | ------------- | -------------------- | ----------------------------- | ------------------------- |
| Madawaska—Restigouche issue de Madawaska—Victoria et Restigouche—Chaleur |               |                      |                               |                           |
| 36e                                                                      | 1997–2000     |                      | Jean F. Dubé                  | Progressiste-conservateur |
| 37e                                                                      | 2000–2004     |                      | Jeannot Castonguay            | Libéral                   |
| 38e                                                                      | 2004–2006     | Jean-Claude D'Amours |                               | Libéral                   |
| 39e                                                                      | 2006–2006     | Jean-Claude D'Amours |                               | Libéral                   |
| 40e                                                                      | 2008–2011     | Jean-Claude D'Amours |                               | Libéral                   |
| 41e                                                                      | 2011–2015     |                      | Bernard Valcourt              | Conservateur              |
| 42e                                                                      | 2015–2019     |                      | René Arseneault               | Libéral                   |
| 43e                                                                      | 2019–2021     |                      | René Arseneault               | Libéral                   |
| 44e                                                                      | 2021–2025     |                      | René Arseneault               | Libéral                   |
| 45e                                                                      | 2025–en cours |                      | Guillaume Deschênes-Thériault | Libéral                   |

## Résultats électoraux
Modèle:Élection générale canadienne de 2025 — Madawaska—Restigouche
|       | Candidat             | Parti        | # de voix | % des voix |
|       | (X) Bernard Valcourt | Conservateur | +06 151,  | 16,49 %    |
|       | René Arseneault      | Libéral      | +20 778,  | 55,7 %     |
|       | Rosaire L'Italien    | NPD          | +09 670,  | 25,92 %    |
|       | Françoise Aubin      | Vert         | +00707,   | 1,9 %      |
| Total | Total                | Total        | 37 306    | 100 %      |

|       | Candidat                 | Parti        | # de voix | % des voix |
|       | Bernard Valcourt         | Conservateur | +14 224,  | 40,64 %    |
|       | (X) Jean-Claude D'Amours | Libéral      | +12 309,  | 35,17 %    |
|       | Widler Jules             | NPD          | +06 562,  | 18,75 %    |
|       | Lynn Morrison            | Vert         | +00612,   | 1,75 %     |
|       | Louis Bérubé             | Indépendant  | +01 290,  | 3,69 %     |
| Total | Total                    | Total        | 34 997    | 100 %      |

|       | Candidat                  | Parti        | # de voix | % des voix |
|       | Jean-Pierre Ouellet       | Conservateur | +11 402,  | 33,23 %    |
|       | (X) Jean-Claude D'Amours  | Libéral      | +16 266,  | 47,4 %     |
|       | Thérèse Tremblay-Philippe | NPD          | +05 361,  | 15,62 %    |
|       | André Arpin               | Vert         | +01 287,  | 3,75 %     |
| Total | Total                     | Total        | 34 316    | 100 %      |